# Vlag van Zeeland (Noord-Brabant)

Vlag van de gemeente Zeeland
(1977-1994)

De vlag van Zeeland werd op 30 maart 1977 bij raadsbesluit vastgesteld als de gemeentelijke vlag van de gemeente Zeeland in de Nederlandse provincie Noord-Brabant. De vlag is in het raadsbesluit als volgt beschreven:
Wit met brede groene banen aan weerszijden van het gemeentewapen dat middenin is geprojecteerd. De boven en onderkant van de vlag bestaat uit een brede blauwe baan met witte blokken aan de buitenzijde.
Een betere omschrijving zou kunnen zijn: Banen, achtereenvolgens blauw, wit, groen, wit en blauw, in de verhouding 1 : 1/3 : 3 : 1/3 : 1 van de vlaghoogte. De bovenste en onderste banen zijn in blokken verdeeld, afwisselend blauw en wit, die zich ongeveer tot de vlaglengte verhouden als 2/3 : 7 1/2. De middelste baan is gebroken door een witte baan, die zich tot de vlaglengte verhoudt als 10/3 : 7 1/2. In dit vak is het gemeentewapen geplaatst, dat enigszins uitsteekt op de aangrenzende witte banen.
De vlag toont het gemeentewapen in het midden van een soort filmstrook.
Op 1 januari 1994 is Zeeland opgegaan in de nieuw opgerichte gemeente Landerd, waarmee de vlag als gemeentevlag kwam te vervallen. Sinds 2022 valt Zeeland onder de gemeente Maashorst.

## Verwante afbeelding

Wapen van Zeeland (Noord-Brabant)

Aalburg 
· Aarle-Rixtel 
· Alphen en Riel 
· Bakel en Milheeze 
· Beek en Donk 
· Beers 
· Berghem 
· Berkel-Enschot 
· Berlicum 
· Bladel en Netersel 
· Borkel en Schaft 
· Boxmeer 
· Budel 
· Chaam 
· Cuijk 
· Cuijk en Sint Agatha 
· Den Dungen 
· Diessen 
· Dinteloord en Prinsenland 
· Drunen 
· Dussen 
· Engelen 
· Erp 
· Esch 
· Escharen 
· Fijnaart en Heijningen 
· Geffen 
· Geldrop 
· Gemert 
· Giessen 
· Ginneken en Bavel 
· Grave 
· 's Gravenmoer 
· Haaren 
· Halsteren 
· Haps 
· Heesch 
· Heeswijk-Dinther 
· Heeze 
· Helvoirt 
· Hoeven 
· Hooge en Lage Mierde 
· Hooge en Lage Zwaluwe 
· Hoogeloon, Hapert en Casteren 
· Huijbergen 
· Klundert 
· Landerd 
· Leende 
· Liempde 
· Lieshout 
· Lith 
· Luyksgestel 
· Maarheeze 
· Maasdonk 
· Made en Drimmelen 
· Megen, Haren en Macharen 
· Mierlo 
· Mill en Sint Hubert 
· Moergestel 
· Nieuw-Ginneken 
· Nieuw-Vossemeer 
· Nistelrode 
· Nuland 
· Oeffelt 
· Oost-, West- en Middelbeers 
· Oploo, Sint Anthonis en Ledeacker 
· Ossendrecht 
· Oud en Nieuw Gastel 
· Oudenbosch 
· Prinsenbeek 
· Putte 
· Raamsdonk 
· Ravenstein 
· Reusel 
· Riethoven 
· Rijsbergen 
· Rijswijk 
· Roosendaal en Nispen 
· Rosmalen 
· Schaijk 
· Schijndel 
· Sint Anthonis 
· Sint-Oedenrode 
· Sprang-Capelle 
· Standdaarbuiten 
· Terheijden 
· Teteringen 
· Uden 
· Udenhout 
· Veghel
· Vessem, Wintelre en Knegsel 
· Vierlingsbeek 
· Vlijmen 
· Wanroij 
· Waspik 
· Werkendam 
· Westerhoven 
· Willemstad 
· Woudrichem 
· Wouw 
· Zeeland 
· Zevenbergen